# 松俊夫
松 俊夫（まつ としお）は、日本の歴史学者。元成城大学教授。専門は西洋史。
都立高校教諭として東京都立大学附属高等学校などで長年に渡って教鞭をとる。後に成城大学文芸学部教授に就任する。主にドイツ史の研究を行い、高等学校の教育課程に準拠した教材も出版した。

## 著書
- 林健太郎編『世界各国史III：ドイツ史』（山川出版社,1966年）
- 大野慎一郎『基礎力世界史』（学習研究社,1967年）
- 松村潤ほか編『コンサイス世界年表』（三省堂,1976年）
- 中屋健一・別枝達夫『世界史』（三省堂,1979年）
- ウォルフガング・ビルケンフェルト（成瀬治ほか訳）『西ドイツ：その人々の歴史IV』（帝国書院、1982年）
- 里美元一郎ほか編『西洋史』（八千代出版,1983年）
- 三浦一郎ほか編『年表要説世界の歴史』（社会思想社,1990年）
- 中屋健一・栗原純『世界史B』（三省堂,改訂版,1999年）

## 論文
- 「ハインリッヒ・ボルンガム「文化闘争における国家理念」－－海外史界紹介」史学雑誌60編4号,1951年4月
- 「ワイマール共和体制に関する一考察－－内地植民政策を中心として」歴史学研究151号,1951年5月
- 「カップ一揆とドイツ民主党」成城文藝90号,1979年11月
- 「九項目網領をめぐる交渉の意義：カップ一揆直後の政治情勢」成城文藝95号,1981年2月
- 「ローザ・ルクセンブルクのドイツ移住についての覚え書」成城文藝106号,1984年3月
- 「西ドイツの歴史教科書とその特色」成城学園教育研究所年報8号,1985年11月